# David Todd Courtwright
David Todd Courtwright (* 10. April 1952 in Kansas City, Missouri) ist ein US-amerikanischer Historiker.

## Leben
Courtwright erwarb einen Bachelor in Englisch an der University of Kansas 1974 und den Doctor of Philosophy in Geschichte an der Rice University 1979. Er lehrt als Assistant professor (1979–1985) und Associate professor (1985–1988) für Geschichte an der University of Hartford und seit 1988 als Professor für Geschichte an der University of North Florida.

## Schriften (Auswahl)
- Violent land. Single men and social disorder from the frontier to the inner city. Cambridge 2001, ISBN 0-674-27871-2.
- Sky as frontier. Adventure, aviation, and empire. College Station 2005, ISBN 1-58544-384-0.
- No right turn. Conservative politics in a liberal America. Cambridge 2010, ISBN 0-674-04677-3.
- The age of addiction. How bad habits became big business. Cambridge 2019, ISBN 978-0-674-73737-2.